# Družstevná pri Hornáde
Družstevná pri Hornáde es un municipio del distrito de Košice-okolie en la región de Košice, Eslovaquia, con una población estimada a final del año 2024 de 2852 habitantes.
Se encuentra ubicado en el centro de la región, en la cuenca hidrográfica del río Sajó (afluente derecho del Tisza) y cerca de la frontera con la región de Prešov y con Hungría.

## Demografía
| Año        | 1994 | 2004     | 2014     | 2024    |
| ---------- | ---- | -------- | -------- | ------- |
| Población  | 3021 | 2177     | 2678     | 2852    |
| Diferencia |      | −27,93 % | +23,01 % | +6,49 % |

| Año        | 2023 | 2024    |
| ---------- | ---- | ------- |
| Población  | 2804 | 2852    |
| Diferencia |      | +1,71 % |